# François-Gaspard de La Mer de Matha
François-Gaspard de La Mer de Matha  (né vers 1660 à Marcillat et mort à Aire le 30 juin 1710) est un ecclésiastique qui fut évêque d'Aire de 1706 à 1710.

## Biographie
François-Gaspard de La Mer de Matha est issu d'une famille originaire du Bourbonnais. Son père issu de l'ancienne maison de Bourdelle avait épousé une héritière de Matha de noblesse provencale. 
Docteur en théologie de la Sorbonne, il est pourvu en 1700 de l'abbaye de Saint-Cyran-en-Brenne dans le diocèse de Bourges  qu'il garde jusqu'à sa mort. Ancien missionnaire dans les Cévennes, il est désigné comme évêque d'Aire, confirmé le 21 février 1707 et est consacré en avril suivant dans l'église de la Sorbonne par le cardinal Louis-Antoine de Noailles, archevêque de Paris. Il prend possession de son diocèse où il meurt à Aire en six jours d'une « fièvre empourprée », après trois ans d'épiscopat le 30 juin 1710.